# 자본주의: 미지의 이상
자본주의: 미지의 이상 ( Capitalism: The Unknown Ideal )은 철학자 아인 랜드의 수필집이며 자유방임주의와 사유 재산의 도덕적 본성에 관한 내용을 담고 있다. 그녀는 자본주의의 구체적 정의를 분석하면서 잘못된 정의를 바로 잡기를 주장하였다.  초판은 1966년에 발간되었다.  

## 자본주의란?
랜드는 자본주의의 뿌리를 자유인들(free individuals)의 모인 그룹이 각자 그들의 삶을 영위해 가기 위해 시간과 이성을 사용하는 데에서 일어나는 시스템으로 보았다. 이 시스템에서 자유로이 그들 사이에서 거래를 행하는 방법을 각자가 갖게 된다는 것이다.  그녀는 또한, 혼합 경제가 자유와 통제를 결합한 형태로 위험하고 불안정하여 국가주의가 증가하는 형태로 진화하게 될 것으로 경고하였다.   
자본주의의 네가지 핵심요소는 형이상학적으로는 인간의 본성과 생존의 필요성이며, 인식론적으로는 이성이고, 윤리적으로는 개인의 권리이고 정치적으로는 자유이다.